# Dassault Mirage F2
Dassault Mirage F2 byl francouzský prototyp dvoumístného proudového útočného a stíhacího letounu sloužící také jako létající zkušebna dvouproudového motoru SNECMA TF306. Letoun měl vliv na příbuzný typ Mirage G s měnitelnou geometrií křídla.

## Vznik a vývoj
Společnost Dassault byla v polovině 60. let 20. století pověřena vývojem letounu schopného pronikat obranou nepřítele v nízkých výškách, který by současně neměl vysokou přistávací rychlost jíž se vyznačovaly typy Dassault Mirage s delta křídlem. Na rozdíl od dřívější Mirage III byl typ F2 hornoplošník se šípovým křídlem a konvenčními vodorovnými ocasními plochami. Prototyp, poháněný dvouproudovým motorem Pratt & Whitney TF30, vzlétl poprvé 12. června 1966. Ke svému druhému letu 29. prosince 1966 již použil jeho odvozenou francouzskou variantu SNECMA TF306.  
Paralelně probíhal vývoj jednomístného záchytného stíhače Mirage F3 a zmenšeného a zjednodušeného typu Mirage F1. Francouzské letectvo nakonec upřednostnilo Mirage F1, vybavenou motorem zcela francouzského původu, a k sériové výrobě F2 nedošlo.
Trup a pohonná jednotka prototypu F2 se staly základem vývoje Mirage G s měnitelnou geometrií křídla.
Jediný prototyp Mirage F2 je zachován ve sbírce Direction générale de l'Armenent-Techniques Aéronautiques v Toulouse-Balma.

## Specifikace

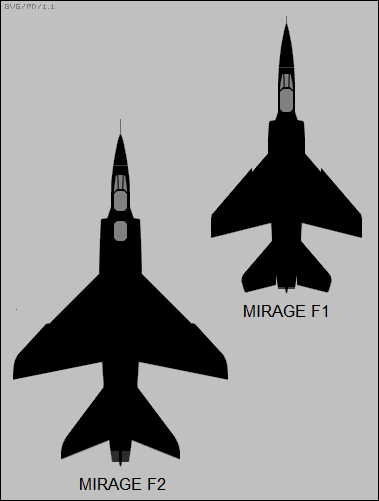
Porovnání půdorysů Mirage F2 a F1

Údaje platí pro prototyp s motorem Pratt & Whitney TF30

### Technické údaje
- Osádka: 2
- Délka: 17,60 m
- Rozpětí křídla: 10,50 m
- Výška: 5,80 m
- Prázdná hmotnost: 9 500 kg
- Maximální vzletová hmotnost: 18 000 kg
- Pohonná jednotka: 1 × dvouproudový motor Pratt & Whitney TF30
- Tah pohonné jednotky: 89 kN (20 000 lbf)

### Výkony
- Maximální rychlost: 2 333 km/h (M=2,2)
- Dostup: 20 000 m